# Monumentenbezit
Monumentenbezit is Nederlandse stichting die optreedt als landelijke beheersorganisatie voor monumenten en/of cultuurhistorisch waardevolle gebouwen. Monumentenbezit zet zich in voor het behoud van cultureel erfgoed door verwerving, restauratie en exploitatie van beschermde bouwwerken.

## Doelstelling
De stichting werd in 2014 opgericht. De portefeuille van Monumentenbezit bestaat uit zeer diverse monumenten verspreid over heel Nederland. Vrijwel ieder type monument is vertegenwoordigd; kerken, kastelen, buitenplaatsen, vestingwerken, ruïnes, woonhuizen, gedenknaalden en grafmonumenten. Samen met de beheerders en huurders, streeft Monumentenbezit ernaar om haar monumenten en de bijbehorende verhalen onder de aandacht te brengen van een zo breed mogelijk publiek.

## Monumenten
De volgende monumenten vallen onder het eigendom en beheer van Monumentenbezit:
1. Aardenburg, (Voorste gedeelte van de) Sint-Baafskerk aan de Sint Bavostraat 5
2. Aduard, Abdijkerk aan de Burgemeester Seinenstraat 42
3. Apeldoorn, Gedenknaald voor koning Willem III en koningin Emma nabij de Loolaan en de Zwolseweg
4. Doetinchem, Kasteel Slangenburg aan de Kasteellaan
5. Goedereede, Toren van Goedereede aan het Kerkpad
6. 's-Graveland, Huis Trompenburgh met bijgebouwen en grond aan het Zuidereinde 41-43
7. Hazerswoude-Dorp, de Mariahoeve aan de Hoogeveenseweg 14
8. Heemskerk, Slot Assumburg aan de Tolweg 7-9
9. Heemstede, Gedenknaald ter nagedachtenis aan de Slag bij Manpad nabij de Mandpadlaan en de Herenweg
10. Heiligerlee, Graaf Adolfmonument aan de Provincialeweg 12
11. Hoorn, Westfries Museum aan Roodesteen 1 en Achterom 6
12. IJsselstein, Kasteeltoren aan het Kronenburgplantsoen 9
13. Kampen, Gotisch Huis aan Buiten Nieuwstraat 21 en Oudestraat 158
14. Katwijk aan den Rijn, Praalgraf van Van Lyere aan de Kerklaan 12
15. Medemblik, Kasteel Radboud aan de Oudevaartsgat 8
16. Middelburg, Oostkerk aan het Oostkerkplein 1
17. Naarden, het Spaanse Huis aan de Turfpoortstraat 27
18. Naarden, Vesting van Naarden
19. Nijmegen, Kronenburgertoren aan de Parkweg 11 en 99
20. Oosterhout, Ruïne van Strijen aan de Kasteeldreef
21. Oostvoorne, Stenen Baak aan de Heindijk
22. Oostvoorne, Burcht van Voorne aan de Jacoba van Beijerenlaan en Hoflaan
23. Rijswijk, Naald van Rijswijk in het Rijswijksebos nabij de Vredenburchweg
24. Santpoort-Zuid, Ruïne van Brederode aan de Velsenenderlaan 2
25. Sint Maarten, Ruïne van de Nuwendoorn aan de Burchtweg 3
26. Utrecht, Pandhof Sint Marie aan de Mariahoek
27. Veere, Grote of Onze-Lieve-Vrouwekerk aan de Oudestraat 26
28. Veere, Voormalig Poortwachtershuisje aan de Oudestraat 28
29. Veere, Schotse Huizen aan de Kaai 25, 25a en 27
30. Voorhout, Ruïne van Teylingen aan de Teylingerlaan 15, 15b en 15c
31. Zaltbommel, Maarten van Rossumhuis aan de Nonnenstraat 5 en 7
32. Zierikzee, Sint-Lievensmonstertoren aan het Kerkplein 2
33. Zwolle, Sassenpoort aan de Sassenstraat 53